# 바하이 신앙
바하이 신앙(-信仰)은 유일신을 믿는 종교로서 모든 인류의 정신적인 융합을 강조한다. 모든 창조의 근원이신 하느님이 한 분이시라는 의미의 하느님의 단일성, 모든 주요 종교의 정신적 근원이 하나이며 같은 하느님으로부터 온 것이라는 종교의 단일성, 모든 인류가 평등하게 창조되었다는 인류의 단일성의 세 가지 핵심 원칙이 바하이 신앙의 교리와 가르침의 기초를 이루고 있다. 이와 함께 인종과 문화의 다양성은 그 가치를 인정받고 수용되어야 하는 것으로 다양성 속에 융합을 이끌어내도록 인도받고 있다. 바하이 신앙의 가르침에 따르면, 인간의 존재 목적은 기도와 성찰 그리고 인류를 위한 봉사의 삶을 사는 것과 같은 방법으로 하느님을 알고 하느님을 사랑하는 방법을 배우는 것이다.
바하이 신앙은 19세기 페르시아에서 바하올라가 창시한 종교이다. 바하올라는 바하이 신앙 포교로 인해 페르시아에서 오스만 제국으로 추방당했고, 사망할 때까지도 수감 상태였다. 바하올라가 사망하고 나서 그의 아들인 압돌바하의 지도 아래 바하이 신앙은 페르시아와 오스만 지역까지 확장되었고, 미국과 유럽에 확고한 기반을 마련하였으며, 이란에서 공고화되었는데, 이 곳에서는 아직까지 바하이 신앙이 심한 박해를 당하고 있었다. 압돌바하의 사망 이후, 바하이 공동체는 새로운 국면에 접어들었으며, 바하올라가 계획한 이 시대를 위한 새로운 행정질서인 선출 기구와 임명 기구의 인도를 받게 되었다. 전 세계적으로 200여개국에 약 5백만명의 바하이가 있다.
1979년 이후 이란에서는 바하이 신앙의 활동이 금지되어 있으며 적발 시 처벌 대상이 된다. 이 때문에 수 많은 바하이들이 종교적 박해를 피해 미국으로 탈출하였고 현재 바하이는 미국에서 가장 큰 교단을 꾸리고 있다.
바하이 신앙은 종교사를 신의 말씀을 전하는 자들이 시대마다 온 것으로 보고 있으며 그 사람들은 각각 그 시대의 필요와 사람들의 역량에 맞추어 종교를 확립하였다. 신이 그 분의 말씀의 전달자로 보낸 자들로는 아브라함 계열의 모세, 예수, 무함마드와 인도 계열인 크리슈나, 부처 등이 있다고 주장한다. 바하이들에게는 가장 최근의 사자로서 바압과 바하올라가 있다. 바하이 신앙에 따르면 각 현시자들이 다음 인물들을 예언하였고, 바하올라의 생애와 가르침은 이전 경전들의 최종 약속을 충족하였다. 인류는 집단 진화의 과정 속에 있으며, 이 시대의 필요는 전 세계적인 평화와 정의 그리고 융합을 점진적으로 확립하는 것이다.

## 바하이의 어원
바하이라는 단어는 바하이 신앙을 가리키는 형용사로 쓰이거나 바하올라를 따르는 사람들을 지칭하는 용어로 쓰인다. 바하이라는 용어는 바하이 신앙 전체를 가리키는 명사는 아니며 바하이는 “영광” 또는 “광휘”를 의미하는 아랍어인 바하에서 나온 말이다.

## 믿음
바하이 가르침과 교리의 세 가지 핵심 원리는 하느님의 단일성, 종교의 단일성, 인류의 단일성이다. 이 원리에서 하느님께서 주기적으로 하느님의 말씀의 전달자를 보내시어 그 분의 뜻을 드러내시며, 이 분들은 인류의 성품을 변형시키고, 하느님의 부르심에 응답한 이들이 도덕적 정신적 품성을 계발하게 하신다는 믿음이 생겨난다. 이에 따라 종교는 순차적이며 같은 근원으로부터 나오며 시대 시대마다 점진적으로 펼쳐지는 것으로 여겨진다.

### 하느님
바하이 경전에서는 하느님은 한 분이시고 정확히 알 수 없으며 전지하시고 만유에 편만하시며 불멸하시는 전능하신 분으로 우주 만물을 창조하신 분이라고 한다. 하느님과 우주의 존재는 시작도 끝도 없이 영원하다고 생각한다. 직접적으로 접근할 수는 없지만 하느님께서는 모든 창조물을 인식하시며, 그분의 뜻과 목적은 하느님의 현시자라고 불리는 하느님의 사자를 통해서 밝혀진다.
바하이 가르침에 따르면, 하느님은 인간이 완전히 이해할 수 없을 만큼 무한히 위대하시고 인간의 힘만으로 완전하고 정확한 심상을 상상할 수 없는 지극히 높으신 분이다. 그래서 그 분의 현시자들의 계시를 통해서 인간은 하느님을 이해하게 된다. 바하이 신앙에서는 하느님은 종종 가장 강력하신 분, 혹은 만유를 사랑하시는 분과 같이 속성과 명칭으로 지칭되며, 하느님은 한 분이라는 점이 강조 된다. 삼위일체설과 같은 교리는 하느님은 한 분이시며 대등한 자가 없다는 바하이 관점에서는 타협안으로 여겨진다. 바하이 가르침에 따르면, 하느님께 적용되는 속성은 하느님의 신성을 인간의 언어로 표현하고 개인의 정신적인 여정에서 잠재력을 개발하기 위해 하느님을 경배할 때 그들 자신의 속성에 집중하도록 하려 함이다. 바하이 가르침에 따르면, 인간 존재의 목적은 기도와 성찰 그리고 타인에 대한 봉사와 같은 방법을 통하여 하느님을 알고 사랑하는 방법을 배우는 것이다.

### 종교
바하이는 종교가 점진적으로 계시되었다고 믿기에 세상의 주요 종교들의 가르침이 옳다고 여기며, 각 종교의 창시자들을 하느님의 현시자로 보고 있다. 종교사는 일련의 종제로 해석되며, 각 현시자께서 보다 폭넓고 진보된 계시를 가지고 오시며, 이러한 계시는 경전으로 만들어지고 시간이 흐름에 따라 다소 신뢰성을 가지고 후대에 전해진다. 경전의 정신은 진실로서 그 가르침은 현시자께서 오셨던 시대와 장소에 맞추어져 있다. 예배방향, 음식 규제와 같은 구체적인 종교적 사회적 가르침은 다음에 오신 현시자께서 폐지하시기도 하는데, 이는 새로운 시대와 장소의 요구사항에 보다 적절히 맞추기 위함이다. 이와는 다르게, 이웃사랑과 자선활동과 같은 일반적인 가르침들은 시대의 변화에 관계없이 보편적이며 일관되게 강조된다. 바하이 신앙에서 이러한 점진적 계시의 과정은 끝이 없으며 주기적이라고 믿고 있다. 바하이는 바하올라 계시의 주기인 1,000년 이내에 하느님의 새로운 현시자는 출현하지 않을 것이라고 생각한다.
바하이 신앙을 이전 종교의 종합적 형태로 간주하는 시각이 있지만, 바하이는 고유의 경전과 가르침, 율법과 역사를 가진 뚜렷이 구분되는 종교이다. 초기에는 바하이를 이슬람교의 한 종파로 간주했으나, 현재 거의 대부분의 종교 전문가들은 바하이를 독립적인 종교로 보고 있다. 바하이의 기독교가 유대교에 그 뿌리를 두고 있는 것과 사실상 마찬가지로 쉬아 이슬람에 그 종교적 배경을 두고 있다. 수니파와 쉬아파의 이슬람 기구와 종교 지도자들은 바하이를 변절자나 배교자로 간주하여 많은 바하이들이 박해를 받고 있다. 바하이들은 자신의 신앙이 독립적인 세계종교라고 생각하며, 상대적 시기의 관점과 현대적 맥락에 바하올라의 가르침의 적절성의 관점에서 타 종교와 구분 된다. 바하올라께서 이전 종교의 예언적 약속을 실현하셨다고 믿고 있다.

### 인간
바하이 경전에 따르면 인간은 ‘이성적인 영혼’을 가지고 있으며 따라서 하느님의 지위를 알아보고 자신의 창조주와 인간의 관계를 인식할 수 있는 독특한 역량을 받은 존재라고 한다. 모든 인간은 하느님의 사자를 통해서 하느님을 알아보고 그 분들의 가르침을 따를 의무가 있다. 바하이 경전에 따르면, 하느님을 알아보고 그 분의 명령에 순종하며, 인류에 봉사하고 정기적으로 기도하며 정신적인 습관을 가진다면 인간의 영혼이 하느님께 가까워지게 되며, 이러한 지위가 바하이 신앙에서 보는 정신적인 이상의 모습이다. 인간이 죽으면 다음 세상으로 가게 되며, 이 물질세계에서의 정신적인 성장이 정신적인 세계에서 심판과 발전의 토대가 된다. 천국과 지옥은 현세와 내세에서 하느님께 가깝거나 멀어지는 정신적인 상태를 의미하는 것이지, 사후에 보상과 처벌이라는 물리적인 장소를 의미하는 것은 아니라고 가르친다.
바하이 경전은 인간의 기본적 평등과 모든 종류의 편견을 제거할 것을 강조한다. 인류는 매우 다양하지만 본질적으로 하나라고 생각한다. 인종과 문화의 다양성은 감사와 인정의 대상으로 간주된다. 인종차별, 국수주의, 카스트제도, 사회계급 및 성차별적 위계질서의 논리는 융합의 인위적 걸림돌로 여겨진다. 바하이 가르침에 따르면, 인류의 화합이 현 세계의 종교적 정치적 상황에서 다른 무엇보다도 중요한 문제라고 한다.

## 바하이 가르침

### 요약
1921년에서 1957년까지 바하이 신앙의 수호자로 임명되신 쇼기에펜디는 바하올라의 가르침의 주 원칙이라고 여겨지는 것을 다음과 같이 요약하셨는데, 케타베악다스(지성서)의 율법과 계율과 함께 바하이 신앙의 기본 원리를 구성한다고 한다

- 미신이나 전통에 얽매이지 않고 진리를 독자적으로 탐구하기
- 바하이 신앙의 중추적 원리이자 기본 이념인 인류의 단일성
- 모든 종교의 일체성
- 종교적, 인종적, 계급적, 국가적인 모든 종류의 편견의 제거
- 종교와 과학의 조화
- 남녀 평등; 남녀는 새의 양 날개와 같아서 두 존재가 있어야 인류라는 새가 비상할 수 있음
- 의무교육의 도입
- 세계보조어의 채택
- 극단적인 빈부의 철폐
- 국제분쟁 판결을 위한 세계 사법부의 설치
- 봉사의 정신으로 일을 하면 하느님께 드리는 예배로 높이 여김
- 정의는 인간사회의 기본 원리이며, 종교는 세상 사람과 국민들을 보호하는 성채로 여김
- 지속적이고 보편적인 평화를 모든 인류의 최상의 목표로 확립시킴

이상은 바하올라께서 선포하신 바하이 신앙의 기본 원리이다.

### 사회적 원칙
다음은 바하이 가르침의 핵심 요약으로 자주 인용되는 원칙들이다. 이 원칙들은 1912년 유럽과 북미를 방문하신 압돌바하의 연설에서 언급된 원칙들이다.
- 하느님의 단일성
- 종교의 일체성
- 인류의 단일성
- 다양성 속에 융합
- 남녀 평등
- 모든 종류의 편견제거
- 세계 평화와 새로운 세계질서
- 종교와 과학의 조화
- 진리의 독자적인 탐구
- 지속적인 문명의 진보
- 범세계적인 의무교육
- 세계 보조어
- 정부에 순종, 정당정치에 참여하지 않을 것

(신앙을 포기하도록 정부가 강요하는 경우는 제외)
- 극단적인 빈부의 철폐

바하올라께서는 세계 평화를 달성하고 그것을 지속시키기 위해서는 세계 안보기구를 설립할 것을 권고한다.

### 신비적 가르침
바하이 가르침이 사회적, 도덕적 문제를 매우 강력하게 강조하고 있지만, 신비주의적인 특징을 가지고 있는 여러 주요 경전들도 있다. 일곱골짜기는 바하올라의 저서 중 가장 신비로운 저서로 꼽히고 있다. 이 경전은 페르시아 이슬람교 시인인 Attar의 스타일로 수피즘 신도를 위해 쓰신 것으로 하느님을 향한 영혼의 여정을 7단계로 나누어 설명하고 있다. 1906년에 영어로 처음 번역되어 서양에서 구입 가능한 바하올라의 저서 중 하나가 되었다. 숨겨진 말씀은 같은 시기에 쓰신 바하올라의 저서로서 153편의 짧은 성구로 구성되어 있으며, 바하올라의 말씀에 따르면 정신적인 진리의 본질을 꺼내어 간결의 옷을 입힌 경전이라고 한다.

### 성약
바하이 가르침은 보편적이고 영구적인 대성약과 각 종교가 현시된 시기에 고유한 소성약이 있다고 가르친다. 소성약은 하느님의 사자와 그 분의 추종자들 사이에 약속을 의미하며 사회적인 가르침과 종교의 권위의 승계를 의미한다. 바하이들은 바하올라의 계시는 그 분의 추종자들에게는 소성약에 충실한 것을 의미하며, 바하이 경전에서는 성약에 충실한 것이 모든 신자들이 갖추기 위해 노력해야 할 미덕중의 하나로 언급 된다. 대성약은 하느님과 인류 사이에 변치 않는 약속으로서 하느님의 현시자께서 매 천년 주기로 혼란과 불확실의 시대에 오신다는 것이다. 융합이 가장 근본적인 가르침인 바하이 신앙에서 신자들은 행정 기구가 신성하게 임명되었다고 믿으며 따라서 분파를 만들려는 시도는 바하올라의 가르침에 어긋나는 것이라고 본다. 권위가 계승됨에 따라 분파를 만들려는 시도가 있었으나 그 어떤 분파도 성공하지 못하였으며 그에 따르는 무리가 적었다. 그러한 분파의 추종자들은 성약파괴자로 간주되고 제명되었다.
현재 바하이는 바하올라의 계시를 바하이들의 소성약으로 여긴다. 바하이 경전에서 성약에 굳건한 것이 지향해야할 미덕으로 여겨진다. 대성약은 하느님고 인간 사이의 지속적인 약속으로 여겨지며, 대성약에 따라 하느님의 현시자가 약 천년마다 격변과 불확실성의 시대에 출현한다고 한다. 융합이 바하이의 필수적인 가르침이기 때문에, 믿음에 따라 바하이는 하느님께서 정하신 행정기구를 따르며 분열과 분단을 야기하려는 시도를 바하올라의 가르침에 어긋나는 것으로 본다. 종교지도자의 승계와 관련하여 분열이 발생해왔지만, 바하이에서 분열은 거의 일어나지 않았다. 분열을 조장하는 자는 성약파괴자로 간주되어 접촉이 금지되고 제명된다.

## 바하이 경전 및 서적
기본 바하이 서적으로는 바압과 바하올라, 압돌바하 및 쇼기 에펜디와 세계정의원 및 압돌바하의 공인된 강연이 수록된 저서와 경전이 있다. 바압과 바하올라의 경전은 하느님의 계시로 여겨지며, 압돌바하의 저서와 강연과 쇼기에펜디의 저서는 공인된 해석으로 간주되며, 세계정의원의 저서는 권위를 갖춘 입법 및 해석으로 여긴다. 바하이 서적은 하느님의 인도를 받은 것이다. 바하올라의 주요 경전에는 바하이 율법서인 지성서와, 바하이 신앙의 근간을 다룬 확신의 서 및 바하이 가르침의 토대를 설명한 하느님의 신비의 보석, 그리고 신비주의적 저술인 일곱골짜기와 네골짜기 등이 있다.

## 주요 바하이 사건
- 1844년 바압이 이란 쉬라즈에서 사명을 선포함.
- 1850년 바압이 이란 타브리즈에서 공개적으로 처형당함.
- 1852년 수천 명의 바비가 처형당함. 바하올라는 감금당하고 강제 추방당함.
- 1863년 하느님의 계시를 바하올라가 처음으로 선언함. 바그다드를 떠나서 콘스탄티노플 및 아드리아노플로 강제 추방당함.
- 1868년 바하올라는 악카에 강제 수감당함.
- 1892년 바하올라 승천(악카 근처) 유언으로 압돌바하를 승계자로 임명함.
- 1908년 압돌바하의 출소
- 1921년 압돌바하의 별세. 유언으로 쇼기에펜디를 수호자로 임명함.
- 1957년 쇼기에펜디의 사망(영국)
- 1963년 세계정의원 최초 선거

바하이 역사는 이란 쉬라즈에서 1844년 6월 22일 저녁에 바압의 선언을 시작으로 궁극적으로 바하이 신앙의 중심인물이 설립한 행정체제로 이어지는 일련의 순차적 지도자를 따른다. 1892년 바하올라의 승천이후 까지도 바하이 공동체는 대부분 페르시아 제국과 오트만 제국에 국한되어 있었는데, 1892년에 아시아와 아프리카의 13개국에 바하이가 있었다. 장남인 압돌바하의 지도력으로 말미암아 바하이 신앙은 유럽과 미국에 뿌리를 내리기 시작했고, 이란에서는 공고화가 이루어졌으며, 이란에서는 아직도 바하이에 대한 박해가 심하다. 1921년에 압돌바하의 별세 후 바하이 공동체의 지도력은 새로운 국면을 맞이하게 되며, 일인 체제에서 발전하여 선출된 기구와 임명된 의원으로 구성된 행정체제로 진보하였다.

## 주요 인물

### 바압
1844년 5월 22일 저녁에 이란 쉬라즈의 세이예드 알리 모함마드는 자신이 바압(문)임을 선포하여 쉬아 이슬람의 12번째 이맘인 마흐디라고 했다. 바압의 신자는 바비로 알려져 있다. 바압의 가르침이 확산되자, 이슬람 성직자들은 바하이 신앙을 위협적 존재로 인식하고 바비들은 극심한 박해와 고문을 당했다. 이러한 갈등으로 인해 몇 곳이 왕실의 군대에 의해 포위되었다. 바압 자신도 감금되어 1850년에 처형당했다. 바하이는 바압을 바하이 신앙의 선구자로 본다. 왜냐하면 바압의 경전은 “하느님께서 현시하실 분”이라는 개념으로 전 세계 주요 종교의 경전에서 출현이 약속된 메시아적 인물이자 바하이 신앙의 창시자인 바하올라의 출현이 1863년에 있을 것이라고 선언했다. 하이파에 위치한 바압의 성묘(聖墓)는 바하이들의 중요한 순례지이다. 바압의 유해는 이란에서 성지로 비밀리에 옮겨졌으며, 바하올라께서 구체적으로 지정한 곳에 유해 안치를 위해 세운 성묘에 매장되었다. 바압의 주요 경전은 약 135권으로서 그 중 일부를 발췌하여 바압 경전 선집이라는 형태로 출간되고 있다.

### 바하올라
미르자 호세인 알리 누리는 바압의 초기 신자로서 나중에 바하올라라는 명칭으로 알려졌다. 바하올라는 1852년 바비 활동에 참여했다는 이유로 체포되어 수감되었다. 바하올라에 따르면, 1853년에 테헤란의 시아찰 지하감옥에 감금되어 있는 동안에 자신이 바압이 예언한 바로 그 약속된 이임을 알게 된다. 곧이어 바하올라는 테헤란에서 오토만 제국의 바그다드로, 그 후에 콘스탄티노플(이스탄불)로 이어 아드리아노플(에디르네)로 추방당했다. 1863년 바그다드에서 콘스탄티노플로 추방당한 해에, 바하올라는 자신의 가족과 신자들에게 자신의 사명을 선언했다. 바하올라와, 바하올라를 인정하지 않았던 바비의 임명된 지도자인 수브헤아잘 사이에 긴장이 증대되었다. 여생동안 바하올라는 대부분의 바비들의 충성을 얻게되며, 이들은 바하이로 알려지게 되었다. 1866년에 시작하여 바하올라는 하느님의 현시자로서의 자신의 사명을 교황 비오 9세와 나폴레옹 3세 및 빅토리아 여왕과 같은 세계 지도자와 통치자들에게 선언하기 시작했다.
1868년에 바하올라는 압둘라지즈 왕에 의해 마지막으로 악카라고 하는 오토만 유형지로 추방되었다. 생애 마지막 즈음에, 잔혹한 감금이 점차적으로 풀렸으며, 악카 근처의 집에서 살도록 허용되었지만, 여전히 악카의 죄수 신분이었다. 1892년에 바하올라는 승천했다. 바하이들은 바지에 있는 그의 영묘를 지성소(께블레)라고 여기며 매일 기도할 때 그곳을 향한다. 바하올라는 바하이 신앙에서 경전으로 여겨지는 수많은 저서를 남겼지만, 그 중 극히 드문 것만 영어로 번역되었다. 15000권의 저서가 있으며, 그 중 가장 중요한 것은 지성서와 확신의 서 그리고 숨겨진 말씀 및 일곱 골짜기이다. 또한 저서들을 묶어서 편집한 시리즈가 있는데 그 중에서 가장 중요한 것은 바하올라의 선집이다.

### 압돌바하
아바스 에펜디는 바하올라의 장남으로서 압돌바하(하느님의 종)라는 명칭으로 알려져있다. 부친은 유언에서 압돌바하를 바하이 공동체의 지도자로 지명했고, “성약의 중심,” “신앙의 장(長) 및 바하올라의 저서의 유일한 권위적 해설가로 임명했다. 압돌바하는 바하올라와 함께 긴 추방과 감금을 당했으며, 이러한 박해는 1908년에 터키청년당 혁명의 결과로 석방되실 때까지 계속되었다. 석방되신 후에 압돌바하는 여행과 강연과 교도의 삶을 살았고, 신자들과 서신왕래를 하며 바하이 신앙의 원리를 해설했다. 압돌바하께서는 2만 7천편의 저술을 서신 형태로 썼는데, 일부만 영어로 번역되었다. 그중에 잘 알려진 것으로는 “신성한 문명의 비밀,” “Auguste-Henri Forel에게 보내는 서한, 질의응답록 등이 있다. 강연에서 발췌한 저술도 있는데 서방을 여행하는 동안 파리 강연이 책으로 출판되었다.

## 바하이 행정체계
바하올라의 지성서와 압돌바하의 유훈록은 바하이 행정질서의 기본원칙에 대한 문서로서 바하올라는 선출되는 세계정의원을 설립했으며, 압돌바하는 임명하는 수호자직을 설립했으며, 두 기구의 관계를 명시했다. 압돌바하는 유훈록에서 장손인 쇼기에펜디를 바하이 신앙의 첫 번째 수호자로 임명했으며, 수호자는 별세할 때까지 36년간 바하이 신앙의 지도자의 역할을 했다.
쇼기에펜디는 평생동안 바하이 서적을 번역하고, 전 세계 바하이 공동체 성장 계획을 개발하고, 바하이 세계 본부를 설립하고, 전 세계 바하이 공동체와 개인 바하이들과 엄청난 양의 통신을 하며, 바하이 신앙의 행정구조를 세우고, 세계정의원 선출을 위한 공동체를 설립했다. 쇼기에펜디는 후계자를 임명하지 않고 별세했다. 소지역과 대지역 및 국가 차원에서 바하이들은 9명으로 구성된 신성회의원을 선출하며, 신성회는 바하이 신앙의 업무를 운영한다. 지역적, 국제적으로 다양한 차원에서 일하는 선출된 의원도 있는데, 이 기구는 바하이 신앙의 가르침을 널리 보급하고 공동체를 보호하는 기능을 수행한다. 9명의 의원은 성직자가 아니며, 바하이 신앙에는 성직자가 존재하지 않는다. 세계정의원은 1963년 처음으로 선출되어, 매 5년마다 9명의 정의원이 모든 국성회에 의해 선출된다. 21세 이상의 성인 바하이라면 세계정의원으로 선출된 자격이 있으며, 기타 모든 지위가 바하이 남녀 모두에게 열려있다.

## 바하이 한국공동체
대한민국에는 바하이신앙이 1921년에 처음으로 알려졌고, 2005년 말에 본부 건물을 단장하였으며 바하이신앙 율법서인 케타베악다스를 출판했다. 바하이 신앙의 교육 기관인 루히 연수원을 수료한 이수자가 최근 들어 크게 늘었다.